# Выборы в Эстонии
Эстония на общегосударственном уровне избирает только законодательный орган. Глава государства — президент — избирается на пятилетний срок парламентом или коллегией выборщиков. На местном уровне в Эстонии избираются советы муниципалитетов (городов и волостей).

## Парламентские выборы
На общегосударственном уровне в Эстонии проводятся только выборы в законодательный орган власти — Рийгикогу. В состав Рийгикогу входит 101 депутат, избираемый на четырёхлетний срок по пропорциональной системе. Выборы являются свободными (участие или неучастие в выборах является свободным выбором гражданина), всеобщими, прямыми и единообразными (у каждого избирателя имеется только один голос). Голосование является тайным. Право участия в выборах имеют только партии и одиночные кандидаты (избирательные союзы или блоки партий не допускаются). В качестве кандидата не может выступать лицо моложе 21 года. Право голоса на выборах в Рийгикогу имеют граждане Эстонии, достигшие возраста 18 лет. Проживающие в Эстонии иностранные граждане и лица без гражданства правом голоса не обладают (вне зависимости от страны рождения и срока проживания в Эстонии). Права голоса лишены также некоторые категории граждан, а именно, граждане, признанные недееспособными в части избирательного права, а также граждане, осуждённые судом за совершение преступления и отбывающие наказание в местах лишения свободы. Важно заметить, что согласно решению Европейского Суда по правам человека, автоматическое и поголовное лишение всех осуждённых права голоса вне зависимости от тяжести совершённого преступления является нарушением права на свободные выборы согласно Европейской конвенции о защите прав человека и основных свобод, а также противоречит обязательствам государства в рамках ОБСЕ, о чём миссия БДИПЧ делала Эстонии неоднократные замечания.
Общим днём проведения очередных выборов в Рийгикогу является первое воскресенье марта четвёртого года, следующего за годом предыдущих выборов. В некоторых случаях, установленных Конституцией, могут быть проведены внеочередные выборы в Рийгикогу (с момента принятия действующей Конституции в 1992 году ни разу не проводились).
В Эстонии действует многопартийная система с ограниченным числом партий, среди которых ни одна обычно не имеет шансов получить абсолютное большинство в парламенте. По этой причине партии должны сотрудничать для того, чтобы сформировать коалиционное правительство.

## Выборы Президента Республики
Глава государства — Президент Республики — избирается в ходе непрямых выборов парламентом или коллегией выборщиков, состоящей из депутатов парламента и представителей советов местных самоуправлений.

## Выборы в Европейский парламент
От Эстонии избираются на пятилетний срок 7 членов Европейского парламента. Выборы являются свободными, прямыми, всеобщими и единообразными. Голосование тайное. Правом голоса обладают граждане Эстонии, достигшие возраста 18 лет, а также граждане других стран Европейского Союза, постоянно проживающие на территории Эстонии.

## Местные выборы
На местном уровне в Эстонии избираются советы муниципалитетов (городов и волостей). Срок полномочий местных советов составляет в общем случае 4 года, однако этот срок может быть уменьшен путём принятия соответствующего закона в случае объединения или разделения отдельных муниципалитетов или недееспособности местного совета.
Выборы в местные советы являются свободными, всеобщими, тайными и прямыми. Итоги выборов подводятся на основании принципа пропорциональности. Общим днём голосования на выборах в местные советы является третье воскресенье октября года выборов. В отличие от выборов в Рийгикогу, на выборах в местные советы правом голоса обладают не только граждане Эстонской Республики, но все постоянные местные жители старше 16 лет (включая граждан других стран Европейского Союза, граждан третьих стран и лиц без гражданства). Право участия в местных выборах в качестве кандидата имеют, однако, только граждане Эстонии и граждане других государств-членов Европейского Союза. Права голоса на местных выборах лишены лица, признанные недееспособными, а также осуждённые и лица, несущие наказание в местах лишения свободы.
Минимальное количество членов совета местного самоуправления зависит от количества жителей конкретного муниципалитета:
- Более 2000 жителей: не менее 13 мест
- Более 5000 жителей: не менее 17 мест
- Более 10000 жителей: не менее 21 мест
- Более 50000 жителей: не менее 31 мест
- Более 300000 жителей: не менее 79 мест (единственным советом с таким количеством членов является Городское собрание Таллина)

В муниципалитетах, население которых составляет менее 2000 человек, местный совет должен состоять не менее, чем из 7 членов.
Последний раз выборы в местные советы прошли в Эстонии 15 октября 2017 года.

## История выборов
Выборы проходили в следующие годы:
- Выборы в Рийгикогу: 1992, 1995, 1999, 2003, 2007, 2011, 2015, 2019, 2023
- Выборы в местные советы: 1993, 1996, 1999, 2002, 2005, 2009, 2013, 2017, 2021
- Выборы в Европейский парламент: 2004, 2009, 2014, 2019 , 2024
- Референдум: 2003 (по вопросу о принятии закона о дополнении Конституции Эстонии в связи со вступлением в ЕС)
- Выборы Президента Республики: 1992 (Леннарт Мери), 1996 (Леннарт Мери), 2001 (Арнольд Рюйтель), 2006 (Тоомас Хендрик Ильвес), 2011 (Тоомас Хендрик Ильвес), 2016 (Керсти Кальюлайд) , 2021 (Алар Карис)